# Majajärvi (sjö i Parkano, Birkaland)
Majajärvi är en sjö i kommunen Parkano i landskapet Birkaland i Finland. Sjön ligger 143,7 meter över havet. Arean är 46 hektar och strandlinjen är 4,16 kilometer lång. Sjön  ingår i Kumo älvs huvudavrinningsområde.   Den ligger omkring 77 km nordväst om Tammerfors och omkring 240 km nordväst om Helsingfors. 
I sjön finns ön Heinäkari. 